# ريد ميلر
ريد ميلر (بالإنجليزية: Red Miller)‏ هو مدرب رياضي أمريكي، ولد في 31 أكتوبر 1927 في ماكوم في الولايات المتحدة، وتوفي في 27 سبتمبر 2017 في دنفر في الولايات المتحدة.